# ژوزفین سن پیتر رافین
ژوزفین سن پیتر رافین (انگلیسی: Josephine St. Pierre Ruffin؛ ۳۱ اوت ۱۸۴۲ – ۱۳ مارس ۱۹۲۴) ناشر سیاه‌پوست، روزنامه‌نگار، رهبر مدافع حقوق مدنی و سیاسی، مدافع حقوق زنان و حق رای آن‌ها و سردبیر روزنامه Woman's Era، نخستین روزنامه منتشر شده توسط زنان آفریقایی-آمریکایی اهل ایالات متحده آمریکا بود.

## دوران جوانی و تحصیلات
رافین در بوستون، ماساچوست به دنیا آمد. پدرش جان سنت پیر، اهل مارتینیک فرانسه و مادرش متولد شد و الیزابت ماتیلدا منهنیک آفریقایی‌تبار، اهل کورنوال انگلستان بود. پدرش خیاطی موفق و بنیان‌گذار کلیسای بوستون زئون بود. او در مدارس دولتی چارلزتاون، بوستون و سیلم، ماساچوست و یک مدرسه خصوصی در شهر نیویورک تحصیل کرد چرا که والدینش مخالف مدارس مشمول تبعیض نژادی در بوستون بودند. او تحصیلاتش را در مدرسه بودوین به پایان رساند (با کالج بودین اشتباه گرفته نشود).

## فعالیت

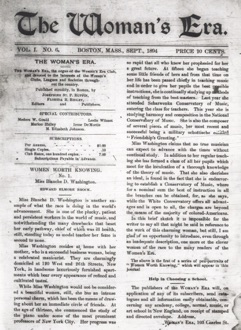
صفحه اول روزنامه Woman's Era, سپتامبر ۱۸۹۴

رافین از حق رأی زنان حمایت می‌کرد. او در سال ۱۸۶۹ با جولیا وارد هوی و لوسی استون انجمن حق رای زنان آمریکایی (AWSA) را در بوستون تشکیل داد. در سال ۱۸۶۸ گروهی از این زنان، شامل هوی و استون باشگاه زنان نیوانگلند را تأسیس کردند. ژوزفین رافین اولین زن دورگه ای بود که در اواسط دهه ۱۸۹۰ به این باشگاه پیوست. رافین همچنین برای هفته‌نامه سیاه و جریان The Courant مقاله می‌نوشت. او عضو انجمن روزنامه نگاران زن نیوانگلند شد.

## درگذشت
ژوزفین سن پیتر رافین در ۱۳ مارس ۱۹۲۴ در بوستون درگذشت.